# パプリカ
パプリカ（洪: paprika）はナス科の多年草であるトウガラシ属トウガラシの栽培品種の一つである。またはその品種を原料とする香辛料の名称でもある。日本では肉厚で辛みがなく甘い Capsicum annuum 'grossum' の品種を呼ぶ。日本で流通する果実の多くは赤色や黄色、橙色であるが、紫色、茶色などの品種もある。また着色料（パプリカ色素）としても使われる。

## 名称
パプリカは、コロンブスによってヨーロッパへ持ち帰られた。
この果実から作られる香辛料は「パプリカ」(paprika) と呼ばれる。これは、唐辛子全般を指すクロアチア語由来のハンガリー語が転用された呼び名である。日本では品種も果実も香辛料も全てパプリカと呼ばれている。
イタリアにはパレルモとよばれる大型のトウガラシのような姿のパプリカがある。名はシチリア島北西部の都市パレルモにちなむ。長さは約20センチメートルと細長く、牛の角のようにとがった形をしている。赤色に熟して、肉厚で甘みがある。

## 特徴

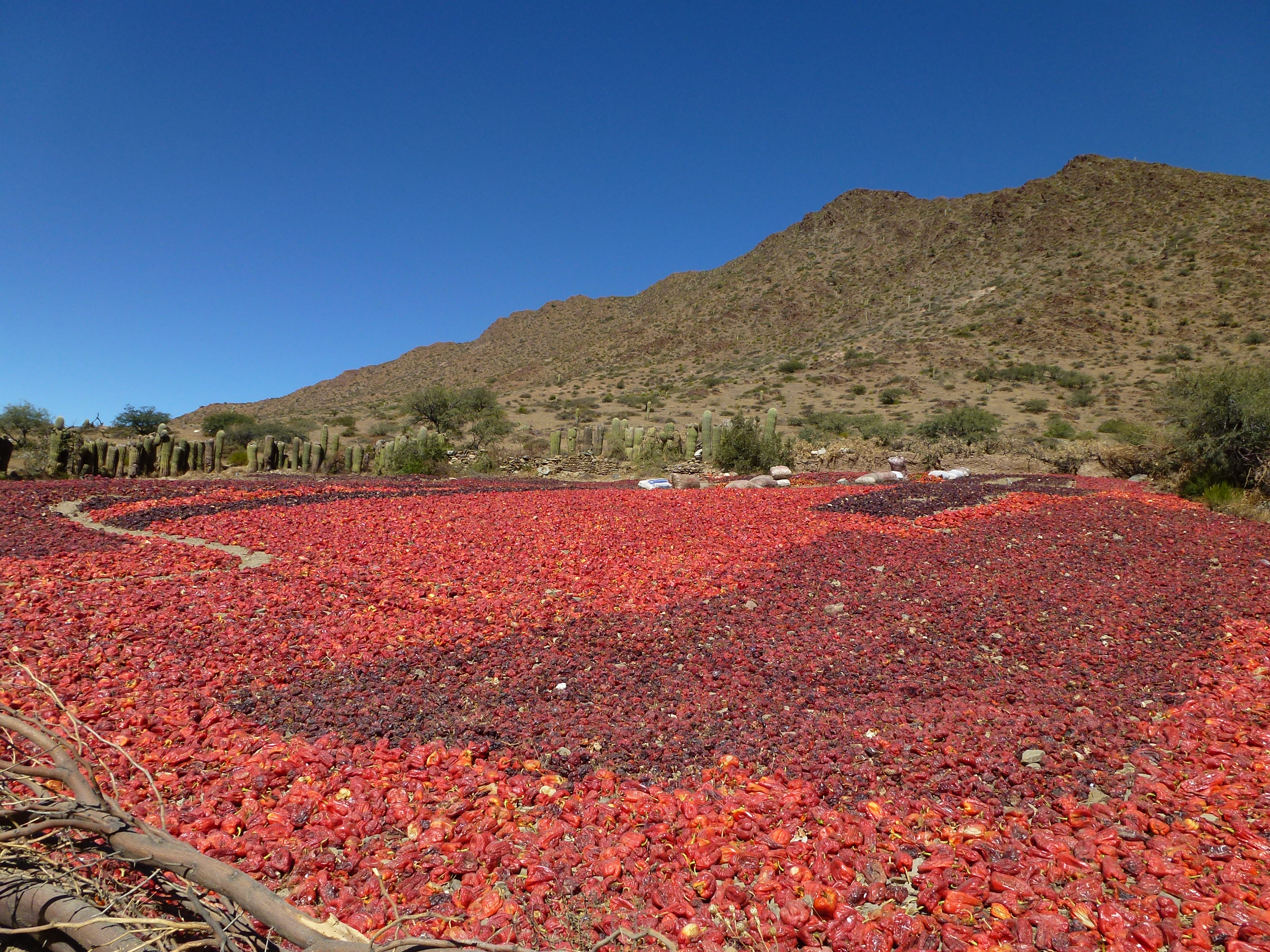

熱帯アメリカ原産のトウガラシのなかまで、唐辛子の主な辛み成分のカプサイシンが劣性遺伝子のため、ピーマンやシシトウガラシと同じく果実に辛みをもたないトウガラシの栽培品種である。パプリカは肉厚で部屋数が3–4室に分かれた綺麗なベル形を形成する品種である。パプリカの果実はやや大型で肉厚となり、辛みがない、もしくはほとんどない。果実の色は、赤色、オレンジ色、黄色が主流だが、白色、黒色、紫色もある。
果皮はやや硬いが、果肉は豊富な果汁を含み肉厚で糖度が高い。果実は加熱調理するほか生でも食べられる。栄養素の構成もピーマンに似るが、ビタミン様物質の一種であるビタミンPを含んでいる。ビタミンPはビタミンCを壊れにくくし、またその抗酸化作用の性質を高める効果をもつため、加熱調理してもビタミンCが失われにくい。

## 栄養価
実際の栄養価は、栽培条件、生育環境、収穫時期、品種で異なるため記載されている値は代表値である。
ビタミンC、ビタミンE、食物繊維が多く含まれており、緑色のピーマンに比べてビタミンCを約2倍、β-カロテンは約3倍含む。赤色パプリカの色素成分カプサンチンは強い抗酸化作用があり、活性酸素の害から身体を守るといわれている。成分名が類似のカプサイシンは同じ仲間のトウガラシ類に含まれる辛味成分で、カプサンチンとは別種の成分である。

## 栽培
緑色の未熟果を収穫するピーマンに比べて、パプリカは果実を完熟するまで育ててから収穫する。果実は大型であることから、ピーマンのように次々と成らせると株に負担がかかってしまうので、剪定と摘果を行って育てていく。最初に出た主枝を摘芯して4本の側枝を伸ばす4本仕立てにするのが最も適し、側枝の1節目に着果させて、その実より先につく果実は摘果する。1本の枝には3 - 4個、1株に12 - 16個の果実をつけさせ、地上1メートルほどに伸びた側枝は支柱を張って固定する。

## 利用・生産
パプリカの品種をつくり育てたのはハンガリーで、現在も一大産地として知られる。ハンガリー料理にパプリカは欠かせない存在で、シチュー料理グヤーシュをはじめ、数多くの料理に用いられ、かつては国をあげてパプリカを生産保護していた程であった。アメリカでの主な産地はカリフォルニア州とテキサス州。その他の主な生産国として、ブルガリア・スペインなどがある。
日本国内でも、2006年以降には熊本県、2010年以降には茨城県、広島県、宮城県、山形県、山梨県、北海道などで生産されている。2022年までの10年間で、日本国内の作付面積は81ヘクタールと1割増、収穫量は7,380トンと8割増、国内に流通する国産パプリカのシェアは倍増し、2割となった。
日本の主要な輸入元は韓国・オランダ・ニュージーランドなど。日本ではかつてはオランダからのパプリカの輸入が多かったが、「2010年から日本市場の過半を占めている」というように、近年はオランダの種子と施設を導入した韓国産が増えている。
スペインではほぼ全域でパプリカが使われるが、ソーセージに肉と一緒に混ぜる用途が多い（チョリソ）。他にはそのまま一切加熱せずに別の食材とあわせることもあれば、スープや煮込みの具として使ったり、乾燥させて粉末状にしたパプリカパウダーや、ペースト状にしたものを利用する場合もある。パプリカの種類は、辛口のピカンテ (picante) と、辛くなくむしろ甘みのあるドゥルセ (dulce) に大別される。

## 香辛料
香辛料としてのパプリカは、果肉を粉末状にしたものであり辛味のあるものもある。日本で野菜として流通しているパプリカとは別品種で日本では辛味のないタイプが一般的。唐辛子にも似た独特の風味を持つが、味や風味が穏やかなため、大量に投入しても料理の味を損なわないと言われる。鮮やかな赤色で、黒く焦がさない限りは調理しても赤みを保つため、料理を彩る色彩としても用いられる。
燻煙してからパウダー状にしたスモークパプリカもある。スペインのLa Veraで作られるピメントン デ ラ ベラは、保護原産地呼称で保護されている。